# Trasmissione oro-fecale
La trasmissione oro-fecale è una delle tante modalità con cui avviene la trasmissione delle malattie infettive ed avviene attraverso le feci dell’individuo malato, per essere contagiato però bisogna avere un contatto diretto con le feci del malato.

## Trasmissione
Perché la trasmissione oro-fecale abbia luogo, è necessario che l'agente patogeno abbia la caratteristica di inserirsi tra le feci degli individui malati (e quella di riuscire a infettare un individuo giungendo nel canale orale dell'individuo sano). Non tutte le malattie, infatti, si trasmettono per via oro-fecale.
La trasmissione avviene quando l'agente patogeno passa, in qualche modo, dall'apparato digerente di un individuo malato (che eventualmente può essere anche solo un portatore sano della malattia) a quello di un altro individuo sano. Tipicamente, questo avviene tramite ingestione di cibo o acqua contaminati, anche se questo non è l'unico caso; in particolare, i mezzi con i quali la malattia giunge all'uomo vengono riassunti, in ambito anglosassone, con le cosiddette 7 F:
- Faeces (feci)
- Fingers (dita)
- Foods (cibo nel quale è già presente l'agente patogeno)
- Fluids (liquidi)
- Flies (mosche e altri insetti volanti, scarafaggi)
- Fomites (oggetti e superfici, sporche o infette a causa delle feci, e con le quali si viene a contatto prima di toccare del cibo che verrà ingerito)
- Fornication (rapporti sessuali)

La contaminazione del cibo può avvenire in diversi modi. Uno dei più frequenti è il seguente: le feci finiscono nell'ambiente, contaminando campi sui quali vengono coltivati vegetali (o mandati al pascolo animali), che verranno poi mangiati dall'uomo, oppure contaminando l'acqua che verrà successivamente ingerita. Per "contaminazione" si intende la diffusione degli agenti patogeni (batteri, virus o le larve del parassita).
Un'altra possibilità (per quanto riguarda gli esseri umani) è questa: chi prepara il cibo ha le mani infette, ad esempio perché esse sono state a contatto diretto con feci infette o con superfici sporche di feci infette. L'agente patogeno si trasmette dalle mani al cibo che viene preparato. Anche gli insetti possono trasportare l'agente patogeno allo stesso modo; ad esempio, una mosca può posarsi su del cibo dopo essere stata su una superficie infetta. Un ulteriore problema è dato dalla frequente abitudine dei bambini di portarsi le mani alla bocca.

### Fattori
Tra gli altri, i seguenti fattori favoriscono la (o sono determinanti nella) trasmissione della malattia:
- scarse condizioni igieniche del luogo nel quale viene preparato il cibo ingerito
- abitudini igieniche e alimentari personali
- eventuali viaggi all'estero
- uso delle feci animali come fertilizzanti per il terreno
- pessimo stato della rete fognaria anche condominiale o di approvvigionamento idrico
- alcune pratiche sessuali

## Prevenzione

### Norme igieniche personali
- lavarsi bene le mani prima e dopo l'utilizzo dei servizi igienici
- lavarsi bene le mani prima di toccare del cibo

Si consiglia di lavare le mani per almeno 30 secondi. Le mani vanno lavate con il sapone.

### Alimentazione
- il latte deve essere pastorizzato; in alternativa, è opportuno farlo bollire per alcuni minuti
- i cibi devono essere ben cotti e consumati subito dopo la cottura. In particolare, non mangiare pesce, carne o frutti di mare, se non sono stati adeguatamente cotti, soprattutto se si tratta di latte, uova, carne di maiale o di pollo, pesce.
- lavare bene le verdure e sbucciare la frutta
- riscaldare bene (meglio se portare ad ebollizione per sterilizzare) i cibi conservati in frigorifero, prima di consumarli
- Fare molta attenzione a cibo e bevande consumati all'estero, specialmente nei paesi tropicali. Consumare solo acqua potabile (nel dubbio, assumere solo acqua in bottiglia o portarsi una borraccia personale con pillole disinfettanti specifiche); mangiare solo cibi cotti bollenti e solo frutta che sbuccerete voi stessi con vostro coltellino personale facendo attenzione a non toccarla con le mani.

Prestare cura nella preparazione e nella conservazione degli alimenti:
- evitare che i cibi cotti entrino in contatto con quelli crudi
- Conservare in frigorifero tutti i cibi che non vengono consumati subito dopo la cottura; in particolare (ma non solo), prodotti a base di carne di maiale e di pollo, creme o uova
- proteggere i cibi da mosche o altri insetti, ad esempio chiudendoli in contenitori chiusi

Igiene del luogo in cui il cibo viene preparato:
- tenere accuratamente pulite le superfici del luogo in cui si prepara il cibo e gli strumenti utilizzati
- Prestare attenzione alle condizioni igieniche del luogo in cui viene preparato il cibo; nel dubbio, è preferibile evitare di mangiarlo.

Condire i frutti di mare con il limone non ha alcun effetto sugli eventuali agenti patogeni, nonostante molti credano il contrario. Un classico esempio è il tifo trasmesso dalle cozze.
Un tipico contesto di trasmissione oro-fecale è quello in cui i frutti di mare vengono pescati o allevati in zone di mare nelle quali l'acqua è contaminata da vicini scarichi fognari.

## Malattie
Nota: la lista è necessariamente incompleta.
- Astrovirus
- Balantidium coli
- Caliciviridae
- Batteri del genere Campylobacter
- Colera
- Colera aviare (dovuto a Pasteurella multocida)
- Cryptosporidium
- Entamoeba histolytica
- Enterovirus
- Epatite A, Epatite E
- Escherichia coli

- Febbre tifoide
- Giardia lamblia
- Helicobacter pylori
- Norovirus
- Poliomielite
- Forme parassitarie di Prurito anale
- Rotavirus
- Salmonellosi
- Shigella
- Toxocariasi
- Vibrio parahaemolyticus
- Yersinia enterocolitica